# Smolensk
Smolensk (Russisch: Смоленск, uitspraak [smʌˈlʲensk]; Wit-Russisch: Смаленск, Smalensk; Pools: Smoleńsk) is een stad in het westen van Rusland, gelegen aan de rivier Dnjepr. Het is het bestuurlijke centrum van de oblast Smolensk en heeft ruim 300.000 inwoners.
De beschermheilige van de stad is de heilige Abraham van Smolensk.

## Etymologie
De stad is genoemd naar de rivier de Smolnja, maar de oorsprong van die naam is minder duidelijk. Mogelijk is deze ontstaan uit het woord smola dat teer of hars betekent. In de regio groeien veel naaldbomen; het was daarom een belangrijk verwerkingscentrum van hars. Een alternatieve verklaring zou kunnen zijn de verwantschap met het Slavische woord smol, dat 'donkere grond' betekent.

## Ligging en klimaat
De stad ligt in Europees Rusland aan de oevers van de Dnjepr. De rivier stroomt van oost naar west en verdeelt de stad in een noordelijk (Zadneprove) en zuidelijk (centrum) deel. Het centrum is het oudste deel van de stad. In de stad en de omgeving komen diverse zijrivieren in de Dnjepr uit. De stad ligt op zeven heuvels. Het ligt op zo'n 360 kilometer ten west-zuid-westen van Moskou.
Smolensk kent een vochtig continentaal klimaat. De zomers zijn koel en regenachtig en de winter is lang maar niet bijzonder koud. Volgens waarnemingen in de periode 1981-2010 was de gemiddelde jaarlijkse temperatuur 5,4°С; februari is de koudste maand met een gemiddelde van –6,4°С en juli de warmste maand met 17,8°С. De gemiddelde jaarlijkse neerslag is zo'n 738 millimeter. De overheersende windrichting ligt tussen het westen en zuiden.

## Geschiedenis

### Ontstaan
Smolensk is in 863 gesticht. In 882 was het de hoofdstad van de Slavische Krivitsjen (Кривич), toen het door Oleg de Wijze van Novgorod werd veroverd. Smolensk wordt voor het eerst genoemd in het geschrift De Administrando Imperio (950) van de Byzantijnse keizer Constantijn VII, waarin Smolensk als een belangrijk fort van de Roes werd genoemd.
In 1054 werd het vorstendom Smolensk gesticht. Vanwege de strategische positie tussen Polen, Litouwen en Moskou groeide de stad snel. Aan het einde van de twaalfde eeuw was het vorstendom een van de machtigste in Oost-Europa, dat Kiev vaak overschaduwde. In die tijd werden vele kerken gebouwd in Smolensk. De belangrijkste zijn de kerk van de heilige Petrus en Paulus (uit 1146, herbouwd na oorlogsschade), de kerk van Johannes de Doper (1180, ook deels herbouwd) en de Svirskaja (1197, origineel), volgens tijdgenoten het mooiste gebouw ten oosten van Kiev.

### Machtswisselingen in de late Middeleeuwen en de Tijd der Troebelen

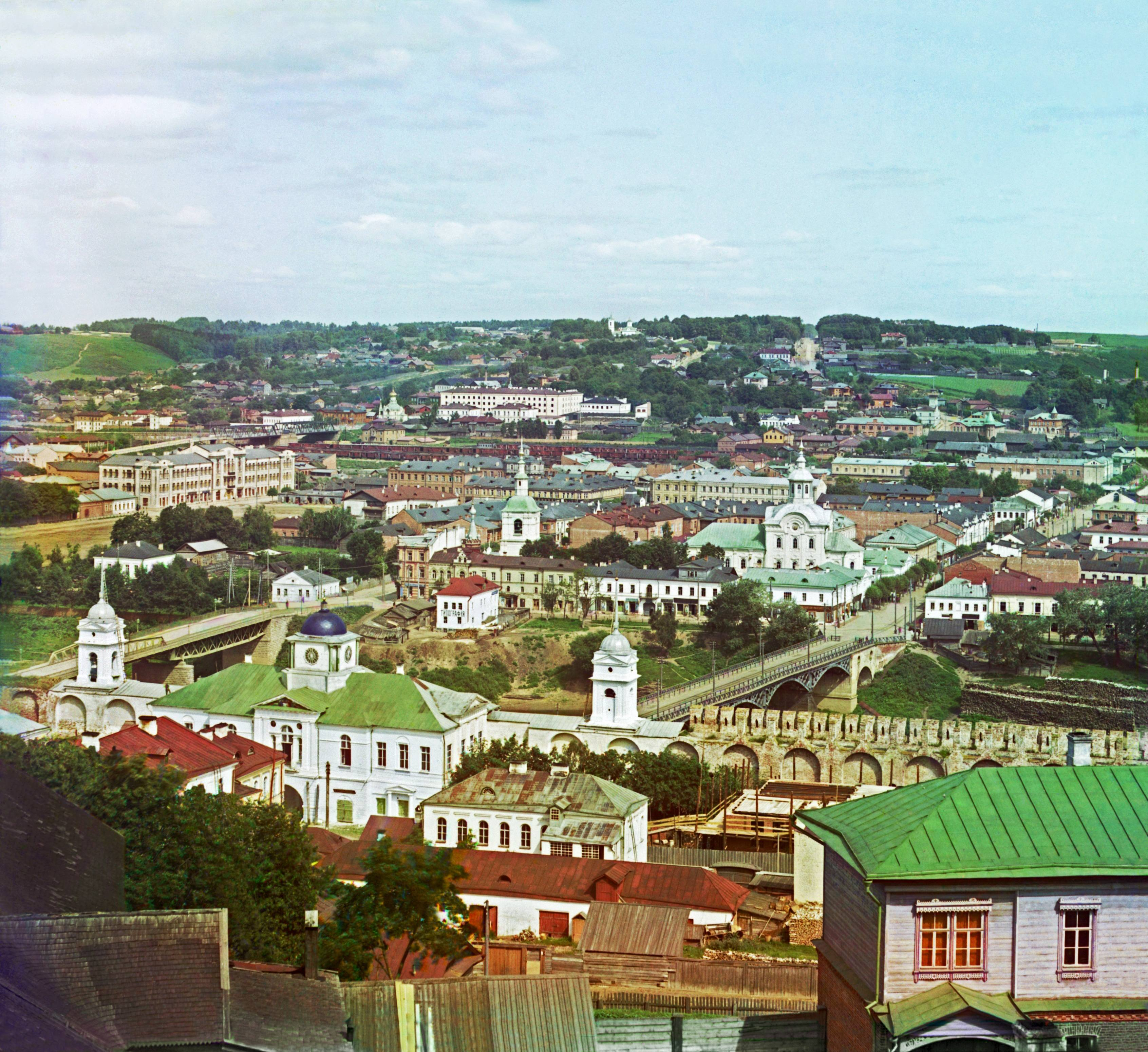
Smolensk in 1912 (Foto: Sergej Prokoedin-Gorski)

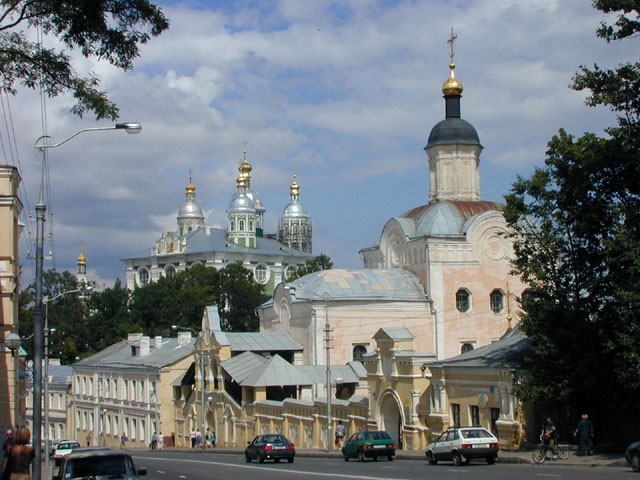
Kathedraal van de Ontslapenis van de Moeder Gods

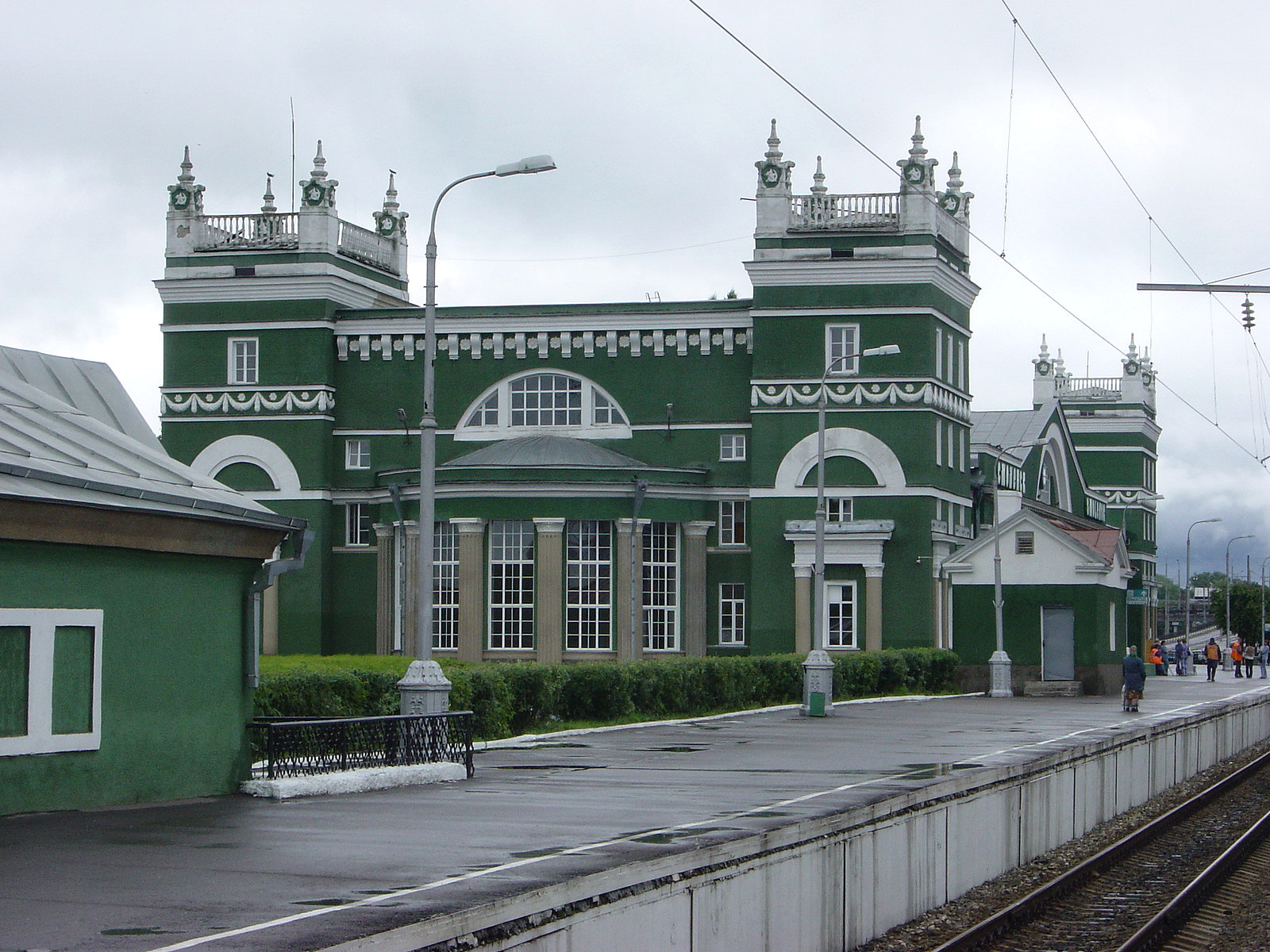
Station van Smolensk in 2005

Smolensk werd in de 14e eeuw steeds meer een pion in de machtsstrijd tussen Litouwen en Moskou. Vytautas de Grote nam de stad in in 1395, 1404 en 1408. De stad werd ingelijfd in het vorstendom Litouwen. Sommige Russisch gezinde edelen vluchtten naar Moskou, anderen gingen naar Vilnius. Met een bevolking van enkele tienduizenden was Smolensk de grootste stad in het vorstendom. Het leverde drie regimenten voor de slag bij Grunwald, waar Vytautas de Duitse Orde versloeg.
In 1514 werd Smolensk ingenomen door Vasili III van Moskou. Om deze gebeurtenis te eren, werd in Moskou het Novodevitsji-klooster gesticht, dat aan de icoon van de Madonna van Smolensk is gewijd. Tsaar Boris Godoenov versterkte de stad laat in de 16e eeuw om de Polen en Litouwers terug te dringen. Het stenen kremlin, gebouwd tussen 1597 en 1602, is het grootste van Rusland, met opmerkelijk dikke muren en vele wachttorens. Desondanks werd de stad in 1611 door het Pools-Litouwse Gemenebest ingenomen na een 20 maanden durende belegering, bekend als het Beleg van Smolensk. In 1632 probeerde Moskou Smolensk weer in te nemen tijdens de Smolenskoorlog, maar de Russische troepen werden verslagen door Władysław IV van Polen, hetgeen tot het Verdrag van Poljanovka in 1634 leidde. In 1654 werd Smolensk weer ingenomen door de Russen, nadat het Pools-Litouwse gemenebest zwaar te lijden had gehad van een burgeroorlog (Chmelnytsky-opstand) en een invasie van Zweden (Zweedse Zondvloed).

### Van Napoleon tot heden
Door zijn al eerder genoemde strategische ligging is Smolensk altijd het toneel geweest van hevige veldslagen. In 1812 kwam Napoleon bij Smolensk aan, waar de Eerste Slag bij Smolensk plaatsvond. Deze slag, gewonnen door Napoleon, is later door Lev Tolstoj in zijn roman Oorlog en Vrede beschreven. In totaal verloren ongeveer 20.000 man het leven.
Na de Russische Revolutie en de Vrede van Brest-Litovsk werd Smolensk opgeëist door de Wit-Russische Nationale Republiek. In 1919 werd deze bezet door de Russische Sovjetrepubliek. Op 1 januari 1919 werd in Smolensk de Wit-Russische Sovjetrepubliek uitgeroepen. Later werd Smolensk aan de Russische Sovjetrepubliek toegekend.
In de Tweede Wereldoorlog was Smolensk in 1941 weer het toneel van een grote veldslag. Doordat de stad in deze Tweede Slag bij Smolensk zo lang stand hield, konden de Russen de verdedigingslinies rondom Moskou op orde brengen. Voor de verdediging van de stad, waarbij 93% van de stad werd verwoest en het originele icoon (toegeschreven aan Lucas) verloren ging, werd Smolensk in 1985 de status van heldenstad toegekend.
Op 10 april 2010 stortte bij het militair vliegveld van Smolensk een Pools regeringsvliegtuig neer. Alle inzittenden, onder wie de Poolse president Lech Kaczyński, kwamen daarbij om het leven. De Poolse regeringsdelegatie zou in de buurt van Smolensk de herdenking van het bloedbad van Katyn bijwonen.

## Geboren
- Edoeard Chil (1934-2012), zanger
- Olga Koezenkova (1970), kogelslingeraarster
- Konstantin Semjonov (1989), beachvolleyballer
- Aleksej Fjodorov (1991), hink-stap-springer

## Bezienswaardigheden
- Kloosters:
  - Hemelvaartklooster
  - Transfiguratieklooster
  - Drievuldigheidsklooster
- Kathedralen/Kerken:
  - Kathedraal van de Ontslapenis van de Moeder Gods (1677-1740)
  - Epifaniekathedraal (1760)
  - Petrus en Pauluskerk (XIIe eeuw)
  - Aartsengel Michaëlkerk (1191-1194)
  - Kerk van de Heilige Barbara (XVIIIe eeuw)
  - Kerk van de Heilige Maagd (1789-1794)
  - Verlosserskerk (1776)
  - Transfiguratiekerk (1766-1768)
  - Kerk van de Heilige Nicolaas (1745-1748)
  - Kerk van Johannes de Voorloper (1688-1703)
  - Poortkerk van de Moeder Gods van Bescherming (1811-1812)
  - Sint Joriskerk (1782)
  - Sint Joriskerk (1810)
  - Verrijzeniskerk (1765)
  - Annunciatiekerk (1773-2774)
  - Tichonkerk (1865)
  - Kerk van de Nieuwe Martelaren en Belijders in Rusland (1996-2001)
- Kremlin
  - Kremlin van Smolensk

Bestuurlijk centrum: Smolensk 

Demidov · Desnogorsk · Dorogoboezj · Doechovsjtsjina · Gagarin · Jartsevo · Jelnja · Potsjinok · Roslavl · Roednja · Safonovo · Sytsjovka · Velizj · Vjazma
Fort Brest · Kertsj · Kiev · Leningrad · Minsk · Moermansk · Moskou · Novorossiejsk · Odessa · Sebastopol · Smolensk · Stalingrad · Toela